# Альмендарес
Альмендарес (исп. Almendares) — река в западной части Кубы, длина — 47 км. Течёт с юга на северо-запад, впадая во Флоридский пролив у города Гавана.
На берегу реки находится городской парк Гаваны, а также многочисленные предприятия, в том числе пищевой и строительной промышленности, пивоваренные, газохранилища, бумажные фабрики. В связи с этим руководство Гаваны планирует очистку реки, включая введение контроля за качеством воды, закрытие и реорганизацию предприятий, реконструкцию парка, создание вдоль реки обширной зелёной зоны.
В настоящее время река сильно загрязнена.